# 马库斯·贝里
马库斯·贝里（瑞典語：Marcus Berg，1986年8月17日—），是一位瑞典職業足球員，司職前鋒。2009年夏季，贝里從荷蘭球隊格羅寧根轉會去德甲球隊漢堡。現效力於瑞典足球超级联赛球隊哥登堡。

## 生平

### IFK哥德堡
2003年，贝里開始為IFK哥德堡效力，并在2005年轉入哥德堡的成年隊。在2007年，贝里獲得了瑞典足球超級聯賽頭號射手的榮譽。

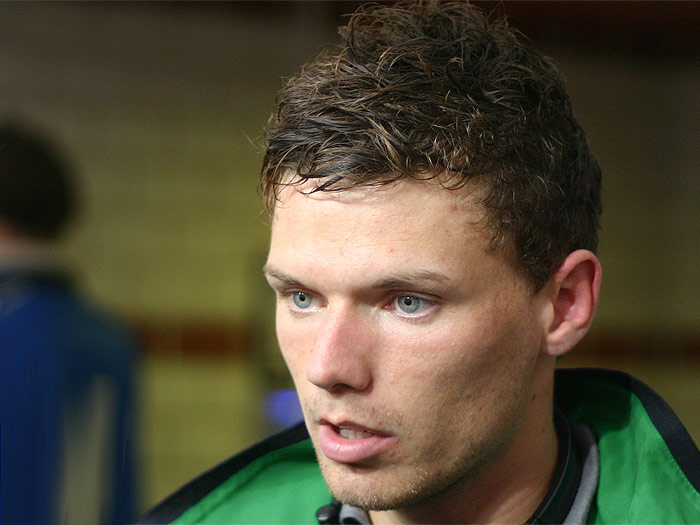
貝治效力格羅寧根時

### 格羅寧根
2007年8月10日，荷蘭球隊格羅寧根宣布以250萬英鎊簽下贝里，以取代即將轉投阿積士的射手蘇亞雷斯。
贝里在荷蘭的首個賽季有良好表現。雖然他不是荷蘭足球甲級聯賽最佳射手，但在2007-08年度，他取得18個入球，協助格羅寧根在該季取得第7位。
在2008-09賽季，格羅寧根仍然在荷蘭足球甲級聯賽比賽。贝里也有良好的表現。他在15場比賽取得13個入球。他還在12月對陣洛達JC的賽事中獨取4球。

### 漢堡
於2009年7月17日，德甲球隊漢堡證實，與贝里簽署了為期5年的合約。格羅寧根官方網站上表示這筆轉會創下了該俱樂部的轉會費記錄。他為德甲漢堡上陣的首場賽事是在主場對陣多蒙特，贝里在比賽第72分鐘打進了在球隊的第一球，而他只是在182秒前後備入替出場，創下了俱樂部歷史。

### PSV燕豪芬
2010年7月17日，漢堡同意外借馬古斯貝治到PSV燕豪芬。

### 國家隊
在2009年歐洲U-21足球錦標賽上的首場比賽中，贝里代表東道主瑞典U21上演了帽子戲法，以5-1大勝白俄羅斯U21。。
在2009年歐洲U-21足球錦標賽，贝里共射入7球，助瑞典晉身四強，並成為賽事的神射手。在對英格蘭U21的四強戰中，面對一條英超的防線仍射入2球，可惜在十二碼中落敗。